# Portrait coupable
Pour plus de détails, voir Fiche technique et Distribution.
Portrait coupable (The Rendering) est un téléfilm américano-canadien diffusé en 2002 et réalisé par Peter Svatek.

## Synopsis
À la suite de son agression, Sarah décrit avec précision le coupable. Elle se rend compte alors que ses aptitudes d'observation et de dessin pourraient aider la police à identifier les criminels. Quelques années plus tard, alors qu'elle dessine le portrait robot d'un coupable d'après les indications de sa victime, elle se rend compte qu'il s'agit de son mari.

## Distribution
- Shannen Doherty (VF : Anne Rondeleux) : Sarah Reynolds
- Peter Outerbridge : Theodore Gray
- Stephen Young : Détective Nick Sousa
- John H. Brennan : Michael Reynolds
- John Moore : Brett
- Holly Uloth : Rebecca Shapiro
- Jennifer Rae Westley : Dana
- Noel Burton : Hank Freeman
- Tammy Isbell : Meredith McRaney